# جيلبرتو جوفي
جيلبرتو جوفي  (و. 1826 – 1889 م) هو فيزيائي، وسياسي من مملكة إيطاليا . ولد في مانتوفا .
توفي في روما ، عن عمر يناهز 63 عاماً.

## التعليم
تعلم في جامعة بادوا